# Stefan Askenase

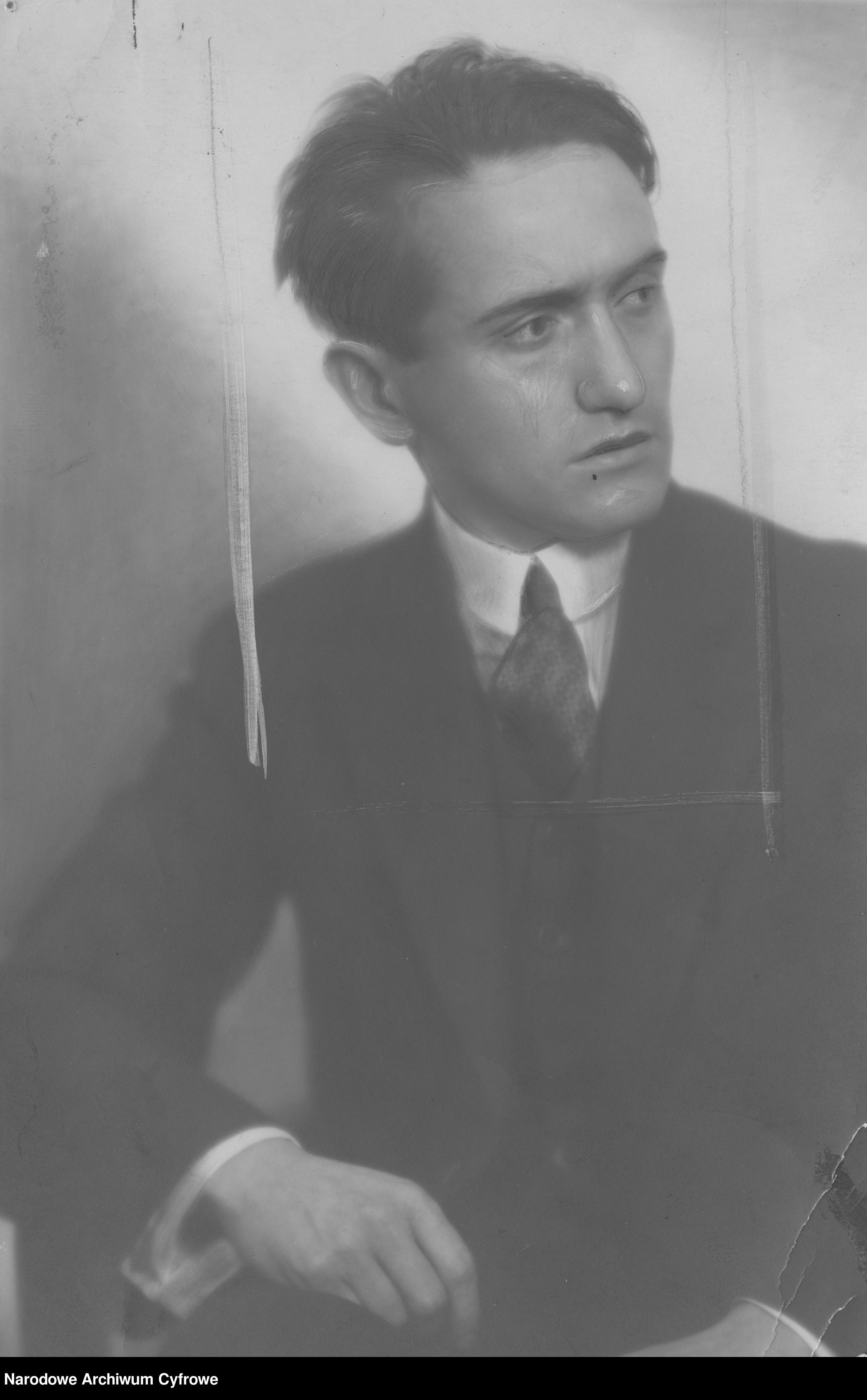
Stefan Askenase

Stefan Askenase (Lemberg (voormalig Oostenrijk-Hongarije), 10 juli 1896 - Keulen, 18 oktober 1985) was een Pools-Belgisch pianist en muziekpedagoog.
Hij studeerde bij Theodor Pollak in Lemberg en Emil von Sauer, een leerling van Franz Liszt, aan de Weense muziekacademie. In 1919 maakte hij zijn debuut in Wenen en toerde vervolgens over de wereld. Hij gaf ook les aan het Rotterdams Conservatorium tussen 1937 en 1940 en aan het Brussels Conservatorium van 1954 tot 1961. In 1950 werd hij Belgisch staatsburger. Askenase nam veel werk op van Chopin op het label van Deutsche Grammophon in de jaren 50 en 60. Onder de leerlingen van Askenase bevinden zich onder anderen Martha Argerich, Andrzej Czajkowski en Mitsuko Uchida.
- Biblioteca Nacional de España: XX873517
- Bibliothèque nationale de France: cb13890932x (data)
- CiNii: DA11651623
- Gemeinsame Normdatei: 129981877
- International Standard Name Identifier: 0000 0001 1049 5957
- KulturNav: 7c923249-8bee-41e5-83e6-e4a27095c31a
- Library of Congress Control Number: n84039959
- MusicBrainz: c6cf542a-1637-4fad-9994-f1e978b824a5
- Nationale Bibliotheek van Tsjechië: xx0067050
- Nationale bibliotheek van Australië: 35369716
- Nationale Bibliotheek van Israël: 987007277323405171
- Nederlandse Thesaurus van Auteursnamen: 070195528
- Réseau des bibliothèques de Suisse occidentale: 02-A002942811
- SNAC: w6d3403f
- Système universitaire de documentation: 085677574
- Virtual International Authority File: 29717189
- WorldCat: E39PBJwxFCdcRHCTBykrmJYQMP